# Thomas Marden
Sir Thomas Owen Marden (Bath, 15 settembre 1866 – Folkestone, 11 settembre 1951) è stato un generale britannico.

## Biografia

### I primi anni
Marden frequentò la Berkhamsted School e poi il Royal Military College, Sandhurst, prima di entrare nel Cheshire Regiment nel 1886. Egli prestò servizio nel suo reggimento a Burma dal 1887 al 1889, durante la campagna coloniale della terza guerra anglo-birmana, e fu in servizio durante il 1900 nella seconda guerra boera, dove venne per la prima volta menzionato nei dispacci ufficiali. Egli tornò in Inghilterra per frequentare lo Staff College, Camberley, diplomandovisi nel 1902 e venendo posto in India come deputato assistente aiutante generale. Nel 1904 venne posto al direttorato del Training presso il War Office, muovendosi poi verso lo staff in Sudafrica nel 1910.
Mentre si trovava in Sudafrica, nel 1905 venne spostato nei Northumberland Fusiliers, e nel 1908 venne trasferito nel Welch Regiment. Nel 1912 ottenne la nomina a tenente colonnello e lasciò il Sudafrica per ottenere il comando del 1º battaglione del Welch Regiment.

### La prima guerra mondiale
Allo scoppio della prima guerra mondiale, il battaglione di Marden era in India; egli venne richiamato nel Regno Unito e unito alla 28th Division, che venne destinata al Mediterraneo. Attraversando la Francia, le unità della divisione vennero impiegate per supportare le operazioni sul fronte occidentale, e Marden stesso venne ferito durante la seconda battaglia di Ypres.
Successivamente, nel 1915, egli venne promosso al comando della 114th Infantry Brigade nella 38th (Welsh) Division. Egli comandò la brigata sino a metà del 1917, periodo durante il quale egli combatté nella battaglia della Somme, ove ebbe notevoli perdite, e durante il primo giorno della terza battaglia di Ypres. Nell'agosto del 1917 venne nuovamente spostato al comando della 6th Division, che guidò nella battaglia di Cambrai e nell'offensiva dei cento giorni. A seguito dell'armistizio, egli comandò una brigata dell'Armata inglese del Reno.
Per il servizio prestato durante la grande guerra, egli venne menzionato nei dispacci otto volte, e divenne compagno dell'Ordine del Bagno e dell'Ordine di San Michele e San Giorgio, ottenendo inoltre le onorificenze della Legion d'onore francese, dell'ordine di San Vladimiro di Russia (IV classe con spade) e la croix de guerre francese con palma.

### Dopo la guerra
Nel 1920, Marden ottenne il comando della divisione inglese incaricata dell'occupazione di Costantinopoli. Durante la crisi di Chanak del 1922, egli giocò un ruolo chiave nel negoziare un accordo pacifico tra le forze inglesi e quelle turche, e per questo ricevette poi dal re il titolo di "sir". Ritornò in Inghilterra nel 1923 per assumere il comando della 53rd (Welsh) Division nella Territorial Army prima di ritirarsi dal servizio attivo nel giugno del 1927. Ottenne il titolo cerimoniale di colonnello del Welch Regiment dal 1920 al 1941.
Nel 1920 si dedicò inoltre alla scrittura di una breve storia della 6th Division dal 1914 al 1918, e nel 1932 scrisse una storia del Welch Regiment durante il medesimo periodo.
Morì a Folkestone, nel Kent, nel 1951 all'età di 84 anni e venne sepolto nella chiesa di St Martin a Cheriton.